# Bonlanden
Bonlanden è una località tedesca, situata nel land del Baden-Württemberg. Il suo territorio è ricompreso in quello del comune di Berkheim.
Vi si trova la casa-madre della congregazione delle Suore francescane dell'Immacolata Concezione della Beata Vergine Maria.